# Adršpašská lípa
Adršpašská lípa je památný strom – lípa velkolistá nalézající se v obci Adršpach (základní sídelní jednotka Horní Adršpach) u domu č. p. 31. Památným stromem byla vyhlášena v roce 1981 pro svůj vzrůst.
- číslo seznamu 605014.1/1
- obvod kmene 610 cm
- výška: 16 m